# Гусєв (кратер)
Кратер Гусєва (англ. Gusev Crater) — марсіанський ударний кратер діаметром близько 170 км. Названий на честь російського астронома Матвія Гусєва (1826—1866). З 2004 по 2010 рік кратер вивчався американським марсоходом «Spirit».
Всередині кратера, південніше його центру, розташована невелика гряда, одна з висот якої зветься пагорбом Хасбанда.
Кратер Гусєва утворився, ймовірно, 3-4 млрд років тому. Вважають, що колись він був заповнений водою. Її приносила з півдня річка, русло якої добре видно досі. Воно називається долиною Маадім. Є ознаки того, що кратер заповнений осадом товщиною понад 900 метрів. Ряд вчених вважають, що місцевість, де долина Маадім впадає в кратер Гусєва, нагадує деякі дельти річок на Землі. Причому дельти такого типу формуються як мінімум протягом десятків тисяч років. Тому вода могла текти долиною протягом досить довгого періоду (тобто не тільки в результаті окремих повеней). Вона могла витікати з великого озера, яке, як показують знімки з орбіти, могло існувати в верхів'ях долини Маадім.

Панорама кратера Гусєва, знята марсоходом Spirit

У січні 2004 на поверхню кратера висадився марсохід «Спіріт». Кратер Гусєва був обраний для вивчення тому, що тут, ймовірно, колись існувало озеро. Крім того, наявність безлічі дрібних кратерів дозволяло сподіватися на вивчення внутрішньої будови осадових порід (що значною мірою не справдилося).
Spirit виявив ряд матеріалів, хімічний склад яких вказує на тривалий вплив води. Проте деякі дослідники вважають, що ці матеріали могли утворитися іншим способом, і не вірять у те, що рідка вода могла існувати на Марсі протягом геологічно значущих проміжків часу.
Також Spirit сфотографував «пилових дияволів» — смерчі, сліди яких видно і з орбіти. Імовірно, «пилові дияволи» зчищають пил з сонячних батарей марсоходу, що продовжує термін його роботи.